# 웨어울프 바이 나이트
《웨어울프 바이 나이트》(영어: Werewolf by Night)는 디즈니+에서 2022년 10월 공개된 미국의 단막극이다. 마블 시네마틱 유니버스(MCU)의 첫 텔레비전 스페셜 방송이며, 페이즈 4에 포함된다. 배우 가엘 가르시아 베르날이 주인공 잭 러셀 / 웨어울프 바이 나이트 역을 맡았다.

## 출연진
- 가엘 가르시아 베르날 - 잭 러셀 / 웨어울프 바이 나이트 역
- 로라 도널리 - 엘사 블러드스톤 역
- 해리엇 샌섬 해리스 - 베루사 역